# 懋功荛花
懋功荛花（学名：Laplacea paxiana）是山茶科南美大头茶属的植物。分布在中国大陆的四川等地，目前尚未由人工引种栽培。